# Uvaria sambiranensis
Uvaria sambiranensis är en kirimojaväxtart som beskrevs av Deroin och Laurent Gautier. Uvaria sambiranensis ingår i släktet Uvaria och familjen kirimojaväxter. Inga underarter finns listade i Catalogue of Life.